# دائرة سانت لويس دو نورد
دائرة سانت لويس دو نورد هي إحدى الدوائر الثلاث في الإدارة الشمال غربية في هايتي، يبلغ عدد قاطنيها 86,152 في إحصائيات أغسطس عام 2003، تتبعها بلديتان، ورمزها البريدي يبدأ بالرقم 32.
تتكون الدائرة من البلديات التالية:
- سانت لويس الشمالية
- أنس فولير